# Odd Hilt
Odd Hilt (Strømsgodset, hoy Skoger, ciudad de Drammen, 1915 - 1986) fue un escultor noruego.
Estudió el bachillerato en la Escuela Nacional de Artes y Artesanías en Oslo entre 1931 y 1933, y posteriormente continuó sus estudios en la Academia Estatal de Arte, donde tuvo entre sus maestros a Wilhelm Rasmussen, entre 1933 y 1936. Más adelante, amplió sus estudios en Francia, donde tuvo como maestro a Ossip Zadkine. 

Participó durante varios años en el diseño escultórico de la remodelación de la Catedral de Nidaros, en Trondheim. Ahí trabajó con cuarenta esculturas. También son reconocidas sus obras conmemorativas de la Segunda Guerra Mundial, como las del campo de concentración de Falstad y el cementerio del norte de Oslo.
- Datos: Q3701185
- Multimedia: Odd Hilt / Q3701185